# Малиновка (Томский район)
Мали́новка — село в Томском районе Томской области, административный центр Малиновского сельского поселения.

## Население
| 2002  | 2008  | 2009  | 2010  | 2011  | 2012  | 2013  |
| ----- | ----- | ----- | ----- | ----- | ----- | ----- |
| 2499  | ↘2381 | ↘2338 | ↘2247 | ↗2255 | ↗2283 | ↘2274 |
| 2014  | 2015  | 2021  |       |       |       |       |
| ↗2326 | ↗2355 | ↘2222 |       |       |       |       |

## География
Село расположено на реке Омутная (правый приток реки Киргизки), в 45 км от Томска. Ежедневно от томского автовокзала через село проходят несколько автобусов, идущих до Октябрьского (маршрут № 104) и Итатки (маршрут № 503). Через село также проходит железнодорожная ветка Томск-II — Асино — Белый Яр, станция Туган расположена между остановочными площадками 115 км и 123 км.

## Религия
В сентябре 2007 года построенный в селе старообрядческий храм освятил глава Русской православной старообрядческой церкви митрополит Корнилий.

## Известные личности
- Серебряков, Пётр Акимович (1920—1985) — полный кавалер ордена Славы.